# TT247
La tombe thébaine TT 247 est située à El-Khokha, dans la nécropole thébaine, sur la rive ouest du Nil, face à Louxor en Égypte.
C'est la tombe d'un scribe, compteur du bétail d'Amon, dénommé Samout.